# Abmahnverein
Ein Abmahnverein ist in Deutschland ein Verein, zu dessen satzungsmäßigen Aufgaben das Abmahnen unlauterer Geschäftspraktiken gehört. Häufig handelt es sich hierbei um Verstöße gegen das Gesetz gegen den unlauteren Wettbewerb (UWG) und gegen Verbraucherschutzgesetze.

## Lauterkeitsrecht
Gegen nach § 3, § 7 UWG unzulässige Handlungen stehen den Marktteilnehmern nach § 8 UWG Beseitigungs- und Unterlassungsansprüche zu. Diese Ansprüche können nicht nur einzelne Marktteilnehmer geltend machen, sondern auch die Industrie- und Handelskammern und bestimmte rechtsfähige Verbände (§ 8 Abs. 3 UWG). Rechtsfähige Verbände zur Förderung gewerblicher oder selbstständiger beruflicher Interessen, denen eine erhebliche Zahl von Unternehmern angehört, die Waren oder Dienstleistungen gleicher oder verwandter Art auf demselben Markt vertreiben und die gegen Zuwiderhandlungen vorgehen, die Interessen ihrer Mitglieder berühren, müssen seit dem 1. Dezember 2021 beim Bundesamt für Justiz in eine Liste nach § 8b UWG eingetragen sein.
Dazu gehören beispielsweise der Deutsche Schutzverband gegen Wirtschaftskriminalität, der Verband Sozialer Wettbewerb oder die Zentrale zur Bekämpfung unlauteren Wettbewerbs.
Beseitigungs- und Unterlassungsansprüche bei Verstößen gegen Verbraucherschutzgesetze gem. § 2 Abs. 2 UKlaG, insbesondere in Allgemeinen Geschäftsbedingungen, stehen auch den qualifizierten Einrichtungen zu, die in der Liste nach § 4 des Unterlassungsklagengesetzes (UKlaG) eingetragen sind (§ 3 Abs. 1 Satz 1 Nr. 1 UKlaG). Dazu gehören beispielsweise der ADAC, der Bund der Versicherten, der Deutsche Mieterbund und die Verbraucherzentralen.
Diese Verbände bzw. Einrichtungen sind eingetragene Vereine (e.V.). Die Vereine mahnen einschlägige Wettbewerbsverstöße ab und fordern den Abgemahnten zur Abgabe einer strafbewehrten Unterlassungserklärung auf. Außerdem fordert der Abmahnverein vom Abgemahnten den Ersatz seiner für die Rechtsverfolgung erforderlichen Aufwendungen. Dafür war in § 12 Abs. 1 Satz 2 UWG in der vor dem 2. Dezember 2020 geltenden Fassung ein Aufwendungsersatzanspruch als eigene Anspruchsgrundlage normiert. Wird eine Unterlassungserklärung nicht freiwillig abgegeben, kann der Abmahnverein seine Unterlassungsansprüche auch durch eine einstweilige Verfügung vorläufig gerichtlich sichern lassen (§ 12 Abs. 1 UWG).

## Verbot der missbräuchlichen Geltendmachung
Im Auftrag vermeintlicher Mitbewerber, die oft nur gegründet werden, um Abmahnungen verschicken zu können, wurden vor allem kleinere Online-Händler wegen geringfügiger Wettbewerbsverstöße systematisch mit Abmahnungen überzogen. Dazu gehörten insbesondere Verstöße gegen Marktverhaltensregeln wie Impressumspflichten nach dem Telemediengesetz, Vorschriften über Allgemeine Geschäftsbedingungen oder Vorschriften der Preisangabenverordnung. Das Gesetz gegen unseriöse Geschäftspraktiken vom 1. Oktober 2013 zielte auf die Eindämmung derartiger Praktiken, ohne die berechtigten Belange seriöser Gewerbetreibender zu beeinträchtigen. Dazu wurde unter anderem eine Streitwertminderung in § 12 UWG und § 97a Abs. 3 UrhG eingeführt, um die gegebenenfalls vom Abgemahnten zu erstattenden Rechtsanwaltskosten gering zu halten und so finanzielle Anreize für Abmahnungen zu verringern.
Des ungeachtet wurden weiterhin Abmahnungen primär zur Erzielung von Gebühren und Vertragsstrafen ausgesprochen.
Mit dem Gesetz zur Stärkung des fairen Wettbewerbs vom 26. November 2020 wurde deshalb der Ausschluss des Aufwendungsersatzes bei besonders abmahnträchtigen Verstößen gegen Informations- und Kennzeichnungspflichten im Internet sowie bei Datenschutzverstößen durch Kleinstunternehmen, kleine Unternehmen und vergleichbare Vereine in das Gesetz aufgenommen (§ 13 Abs. 4 UWG). Gleichfalls ausgeschlossen ist in diesen Fällen bei einer erstmaligen Abmahnung die Vereinbarung einer Vertragsstrafe (§ 13a Abs. 2 UWG). Der Abgemahnte hat gegen den Abmahnenden einen Gegenanspruch auf Ersatz der für seine Rechtsverteidigung erforderlichen Aufwendungen (§ 13 Abs. 5 UWG).
Die Geltendmachung von Beseitigungs- und Unterlassungsansprüchen ist unzulässig, wenn sie unter Berücksichtigung der gesamten Umstände missbräuchlich ist (§ 8c Abs. 1 UWG, § 2b Satz 1 UKlaG). Das wird beispielsweise vermutet, wenn die Geltendmachung der Ansprüche vorwiegend dazu dient, gegen den Zuwiderhandelnden einen Anspruch auf Ersatz von Aufwendungen oder von Kosten der Rechtsverfolgung oder die Zahlung einer Vertragsstrafe entstehen zu lassen (§ 8c Abs. 2 Nr. 1 UWG) oder die vorgeschlagene Unterlassungsverpflichtung offensichtlich über die abgemahnte Rechtsverletzung hinausgeht (§ 2b Satz 2 Nr. 2 UKlaG).